# Rahmān Khān-prijs
De Rahmān Khān-prijs was een Surinaamse literatuurprijs. 
In 1987 stelde de Hindostaanse jongerenvereniging Nauyuga een dubbele literaire prijs in, vernoemd naar de eerste Surinaams-Hindostaanse dichter, Rahman Khan. Één prijs was bestemd voor iemand die zich verdienstelijk had gemaakt voor de Sarnami letterkunde, taalkunde of kritiek, de tweede werd uitgeloofd in de categorie algemene Surinaamse taalkunde, letterkunde of kritiek. In de eerste categorie ging de prijs, groot sf 1000,- naar de dichter Jit Narain, in de tweede naar letterkundige Michiel van Kempen. De prijs werd later nooit meer uitgereikt.